# Lancia Rally 037
De Lancia Rally, ook bekend onder de naam Lancia Abarth #037 of in combinatie Lancia Rally 037, is een rallyauto die door Lancia werd ingezet tijdens het Groep B-segment in het Wereldkampioenschap Rally tussen 1982 en 1985.

## Geschiedenis

### Ontwikkeling
Lancia was voorheen succesvol in de rallysport met de Lancia Stratos HF in de jaren zeventig, maar Fiat, de overkoepelende groep waar Lancia onder valt, nam eind jaren zeventig naar eigen wil diens rallyactiviteiten over met de 131 Abarth, een auto gebaseerd op een straatmodel die volgens Fiat meer marktwaarde had dan de Stratos. Fiat behaalde hiermee groot succes, maar tegelijkertijd bleef de Stratos tot vroeg in de jaren tachtig ook competitief, iets wat zich bewees met de overwinning van Bernard Darniche in Corsica in het seizoen 1981. Met de komst van de nieuwe Groep B klasse besloot Fiat de taken in handen te leggen van Lancia.
In 1981 begon Lancia in samenwerking met Abarth aan de ontwikkeling van een auto die puur bedoeld zou zijn voor de Groep B klasse. De auto werd gebaseerd op de Lancia Beta Montecarlo, een laag en gestroomlijnd model. De auto kreeg als projectnummer 037, wat later in gebruik zou worden genomen als de officiële naam van het model. Voor het ontwerp was Abarth verantwoordelijk. Het midden gedeelte van de auto bestond uit een stalen frame, terwijl de rest van de carrosserie was opgebouwd uit kevlar-materiaal. Net als bij de productieversie, de Beta Monte Carlo, werd de motor centraal geplaatst, alleen werd deze in een hoek van 90 graden gedraaid vanaf de transverse positie naar een langwerpige positie, wat moest zorgen voor een betere balans en handeling van de auto. Het centraal plaatsen van de motor was ook een grote tegenstelling van wat grote concurrent Audi op dat moment deed, namelijk de motor voor in de auto plaatsen. Er werd gebruikgemaakt van een onafhankelijke dubbele vorkbeen in zowel de voor- als achteras, met achter dubbele schokbrekers om stress op de mechaniek op hoge snelheid over losse ondergrond te verkleinen. Een opvallend detail was dat Lancia met dit model bleef aanhouden aan een achterwielaangedreven systeem, ondanks de bewezen competitiviteit van de Audi Quattro op dat moment. Lancia was echter niet geheel overtuigd over de betrouwbaarheid van het systeem, en koos daarom tegen het gebruik van vierwielaandrijving. In tegenstelling tot zijn voorganger, de door een V6 aangedreven Stratos, had de eerste Rally 037 een 2-liter, 4 cilinder motor met compressor, de compressor die de voorkeur kreeg boven het gebruik van een turbo, en moest zorgen voor een hogere response op het gaspedaal. Net als in de 131 Abarth van Fiat, maakte een evolutie versie van de Rally 037 gebruik van een dubbele nokkenas met 4 kleppen per cilinder, echter in dit geval met één grote Weber carburateur in plaats dan twee voor de eerdere versies van de auto. Later ging het gebruikmaken van een injectiemotor. Vroege versies van de auto produceerde rond de 285 Pk, maar in latere evoluties reikte dit aantal tot pakweg 350 Pk. Om in aanmerking te komen voor homologatie, waren vooraf 200 modellen benodigd.

### Competitief
Het competitieve debuut van de auto vond plaats tijdens de Costa Smeralda Rally in Italië in het voorjaar van 1982. Het eerste optreden in het WK met rijders Markku Alén en Attilio Bettega kwam later dat jaar in Corsica. Dit was tegelijkertijd het eerste optreden van een officiële Groep B auto in het Wereldkampioenschap Rally, aangezien Groep 4 op dat moment nog de norm was. De eerste versie van de Rally 037 bleek nog niet hoogst competitief te zijn, maar een doorgeëvolueerde versie die door Lancia vanaf het seizoen 1983 werd ingezet, leek even de revolutie van de Audi Quattro door te kunnen breken. Het team greep dat jaar namelijk naar vijf overwinningen en werd wereldkampioen bij de constructeurs, terwijl rijders Walter Röhrl en Markku Alén respectievelijk tweede en derde eindigde in het rijderskampioenschap. In het seizoen 1984 introduceerde Lancia in de tweede evolutie van de Rally 037, die in zijn fysiek opvallend verschil toonde van zijn voorganger, aangezien bij deze versie de gehele achterbumper was verwijderd. Het team kon echter niet de lijn doorzetten die zij in 1983 trokken en het concept van vierwielaandrijving bewees dat jaar alsnog de overhand te hebben, zeker na de spectaculaire introductie van de Peugeot 205 Turbo 16 halverwege het seizoen. De auto won in de handen van Alén nog in Corsica, een asfalt evenement waar de Rally 037 nog goed in haar element was, maar Audi domineerde dat jaar zowel het rijders- als constructeurskampioenschap. Datzelfde jaar besloot Lancia daarom ook te beginnen aan de ontwikkeling van een vierwielaangedreven auto, wat later zou debuteren als de Delta S4. Dit project liep echter veel vertraging op, waardoor de Rally 037 nog tot diep in het seizoen 1985 werd gebruikt voor Lancia's verschijning in het WK. De auto werd nogmaals ingezet tijdens de Safari Rally in 1986, toen Lancia de Delta S4 nog niet beschikbaar achtte voor dit evenement.

## Galerij

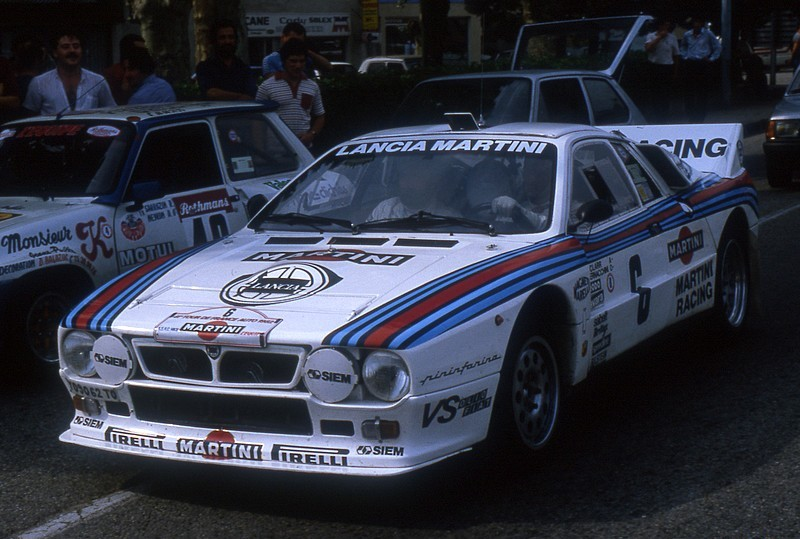
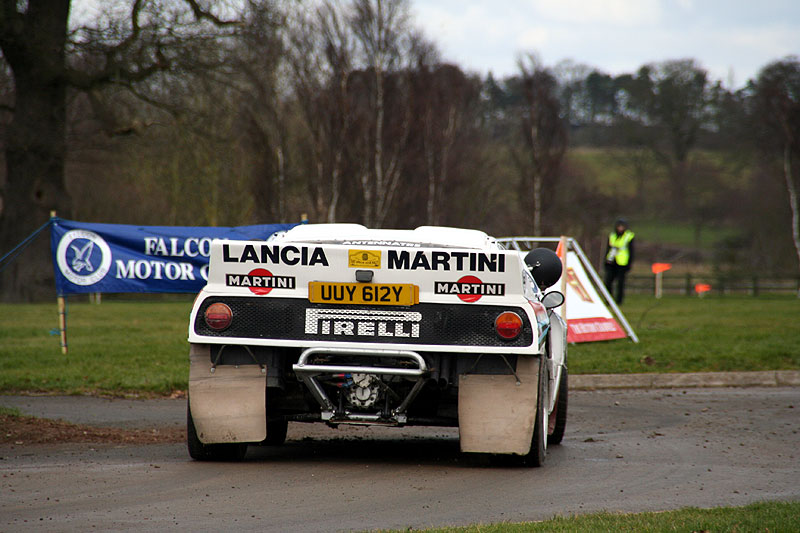
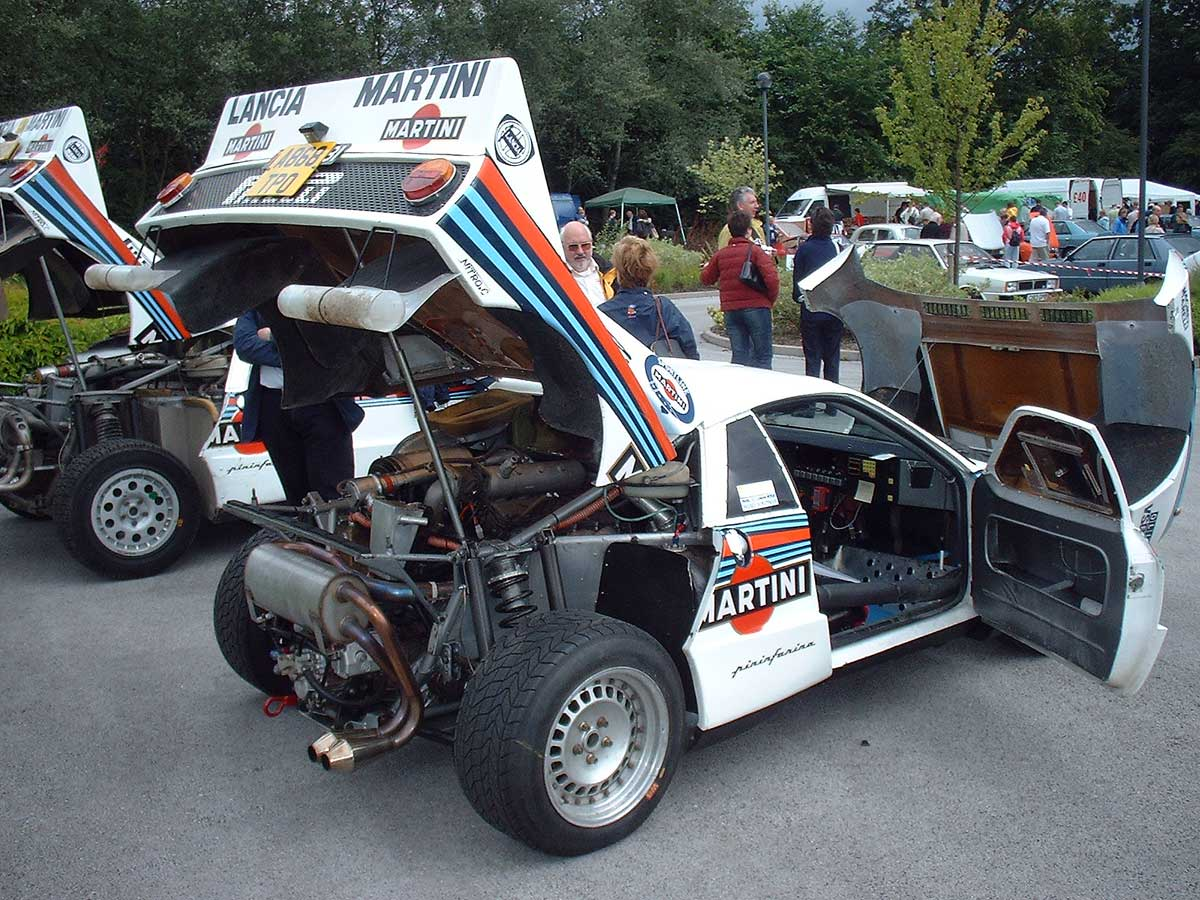
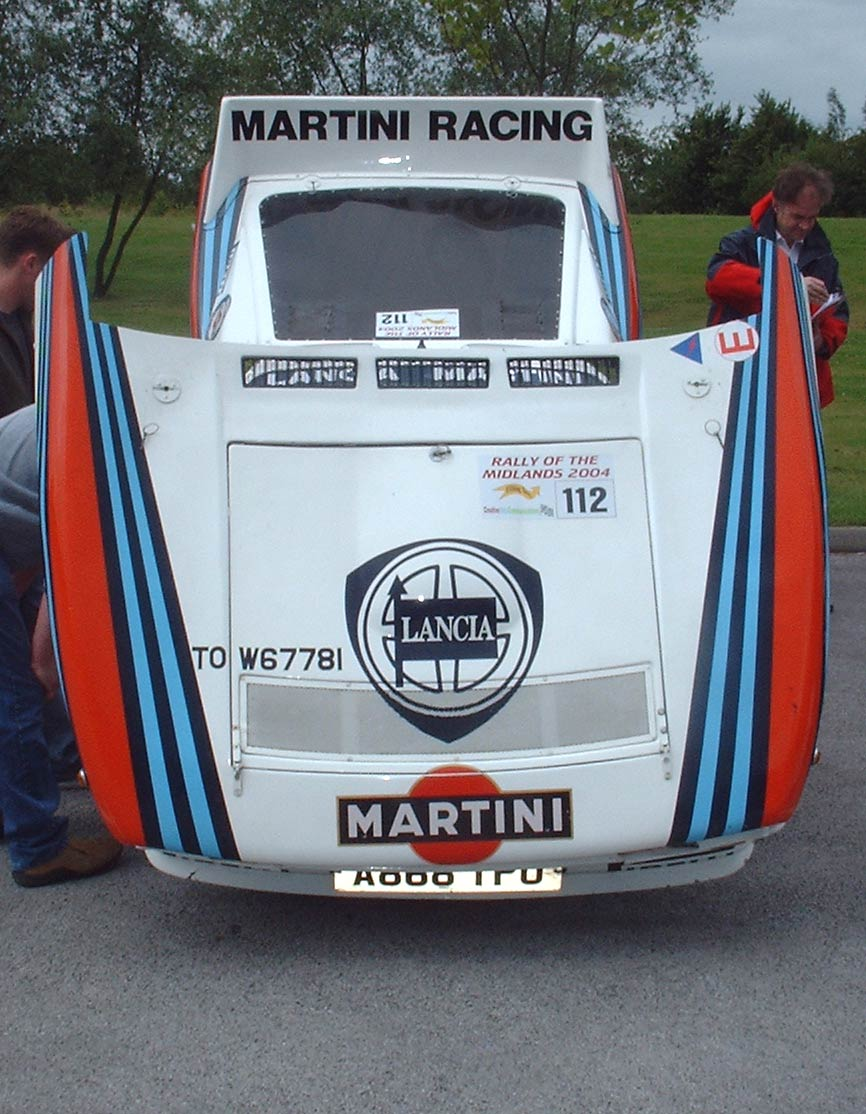
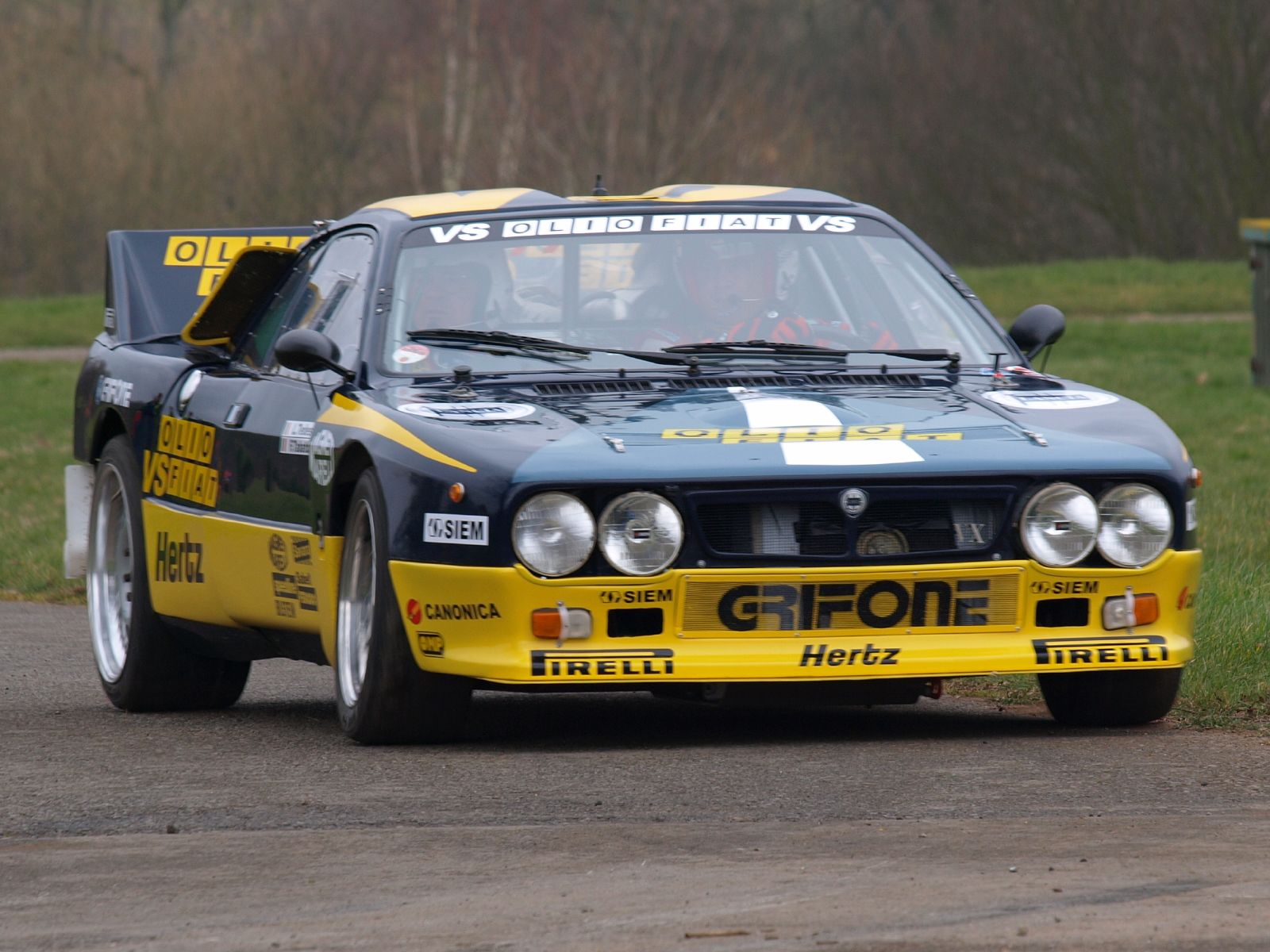
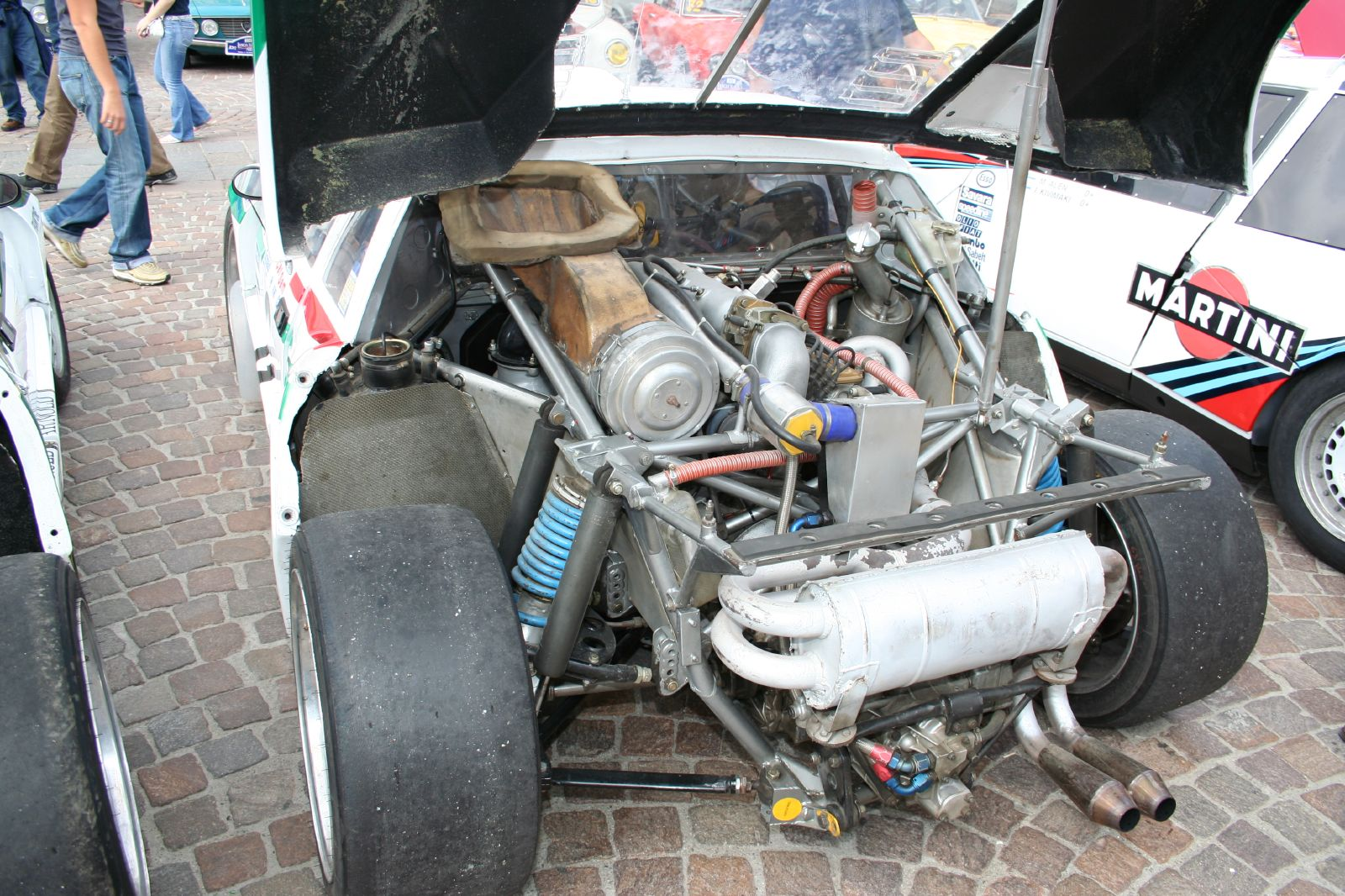
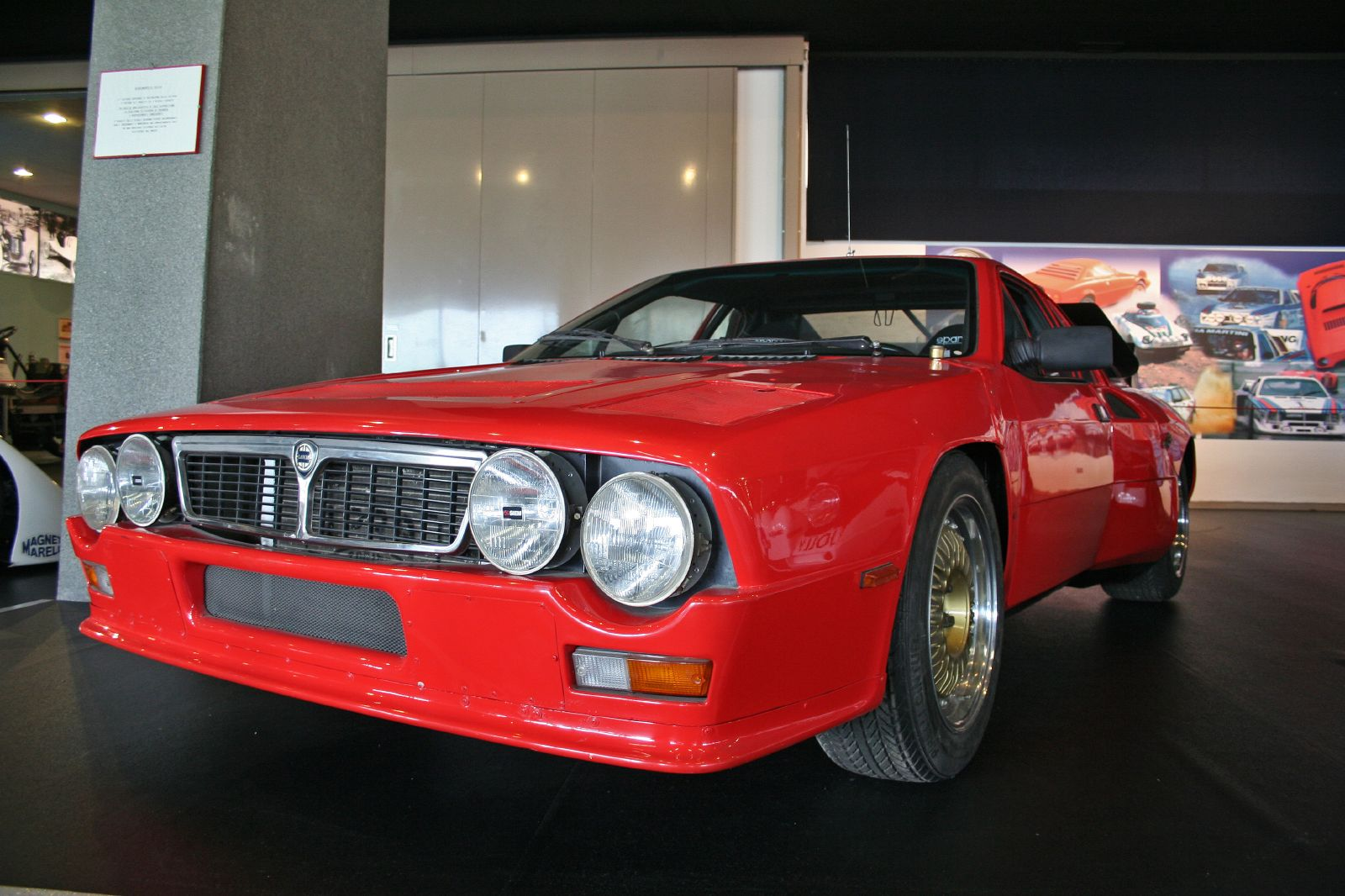
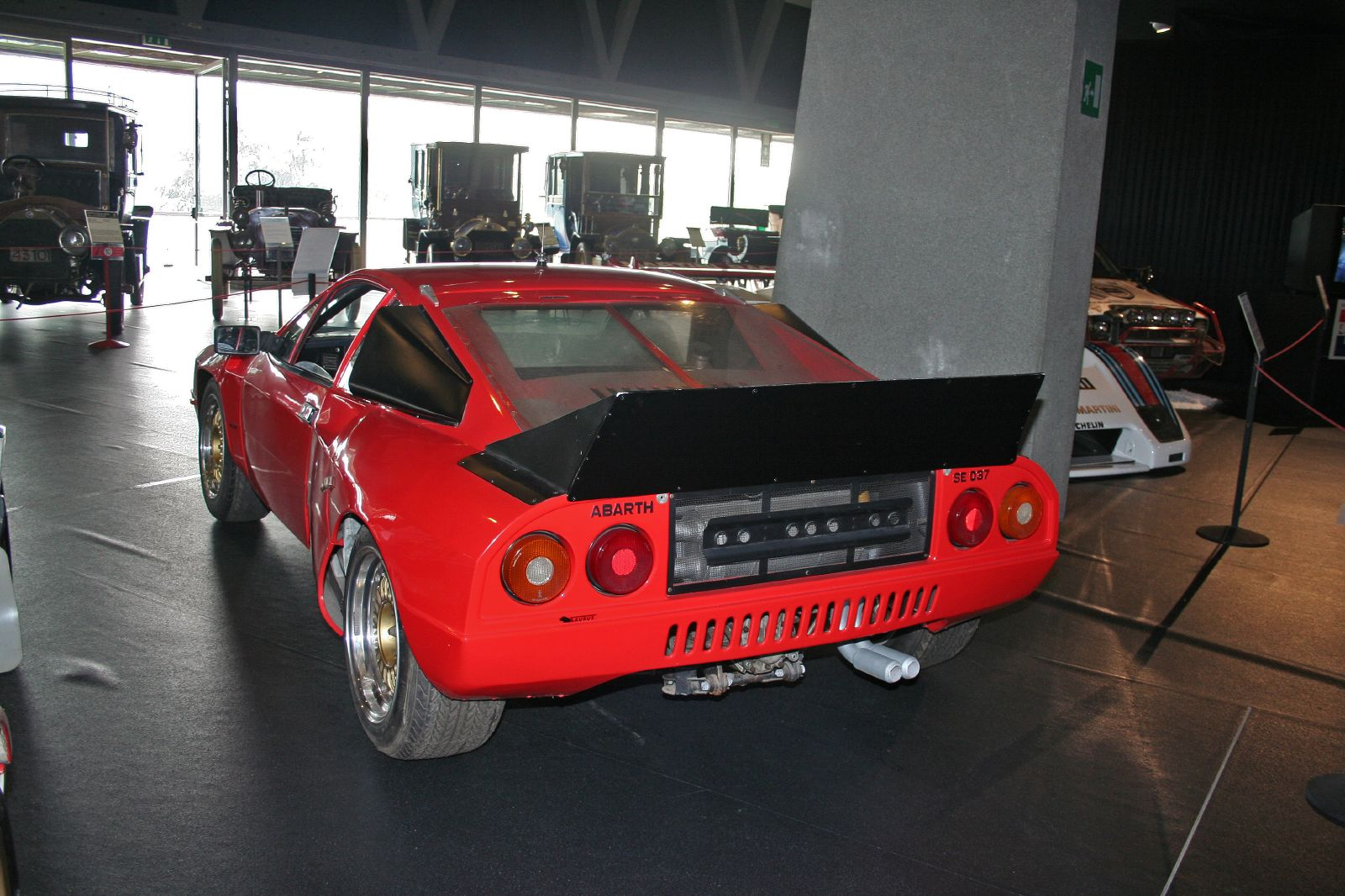
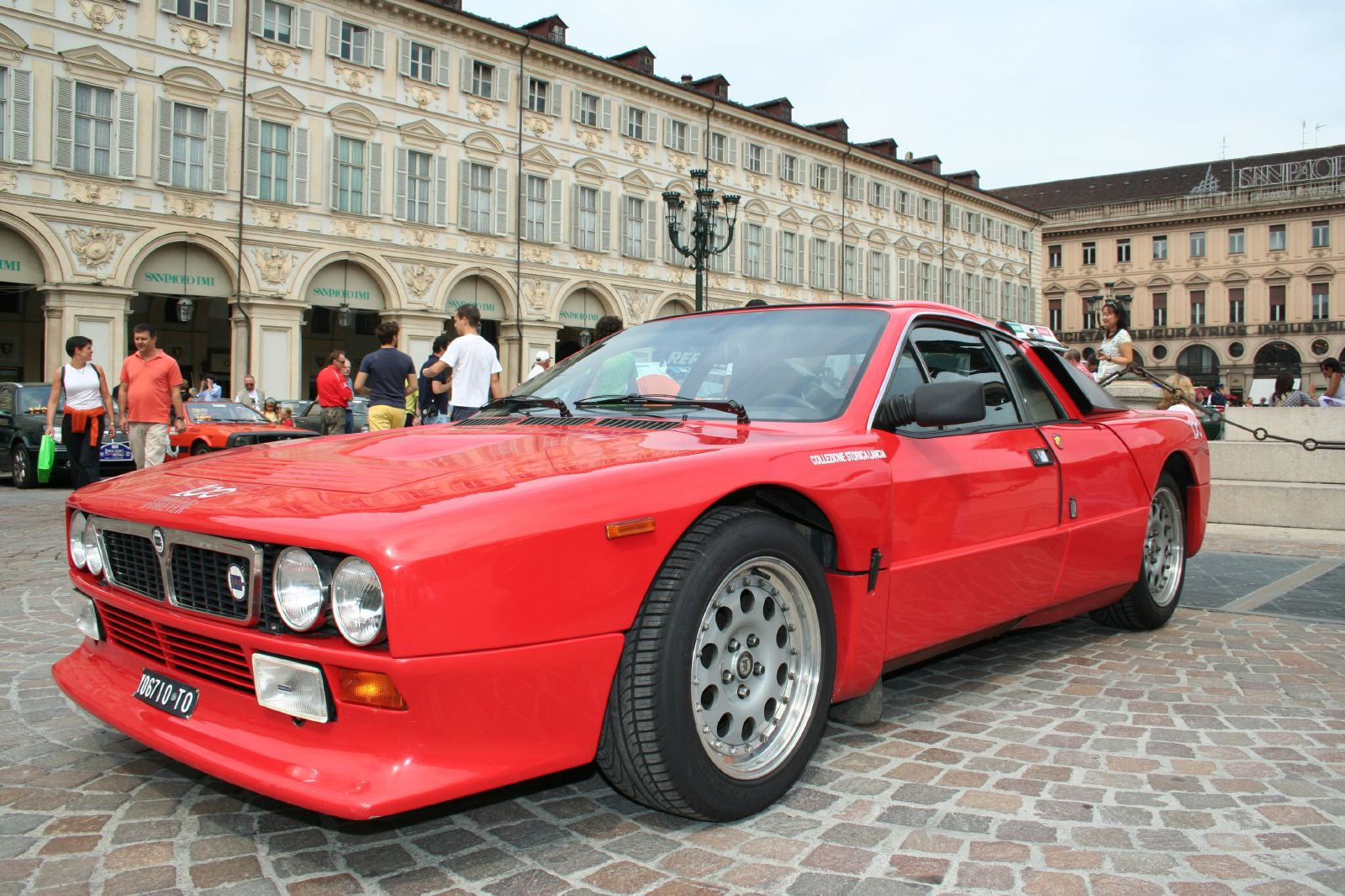
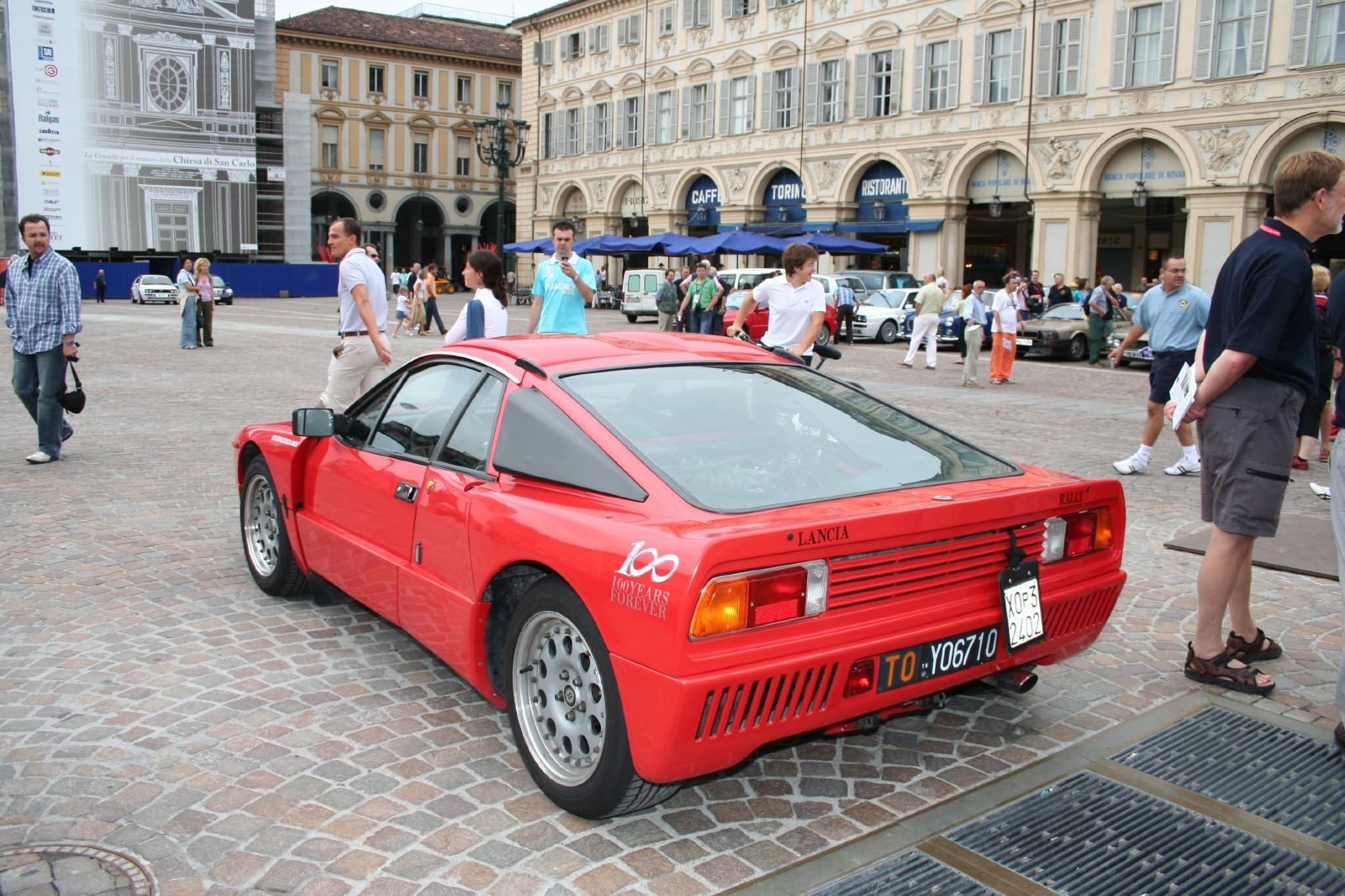

## Specificaties
| Lancia Rally 037      | Lancia Rally 037     | Lancia Rally 037                           |                 | Lancia Rally 037 Evo 1 |  | Lancia Rally 037 Evo 2 |
| Carrosserie           | Merk                 | Lancia                                     | =               | =                      |  |                        |
| Carrosserie           | Type                 | Rally 037                                  | Rally 037 Evo 1 | Rally 037 Evo 2        |  |                        |
| Carrosserie           | Body                 | Coupé, 2-deurs                             | =               | =                      |  |                        |
| Carrosserie           | Materiaal            | Staal en kevlar                            | =               | =                      |  |                        |
|                       |                      |                                            |                 |                        |  |                        |
| Afmetingen en gewicht | Lengte               | 3890 mm                                    | =               | =                      |  |                        |
| Afmetingen en gewicht | Breedte              | 1800 mm                                    | =               | =                      |  |                        |
| Afmetingen en gewicht | Hoogte               | 1245 mm                                    | =               | =                      |  |                        |
| Afmetingen en gewicht | Wielbasis            | 2445 mm                                    | =               | =                      |  |                        |
| Afmetingen en gewicht | Spoorbreedte voor    | 1508 mm                                    | =               | =                      |  |                        |
| Afmetingen en gewicht | Spoorbreedte achter  | 1490 mm                                    | =               | =                      |  |                        |
| Afmetingen en gewicht | Gewicht              | 1170 kg                                    | 960 kg          | =                      |  |                        |
|                       |                      |                                            |                 |                        |  |                        |
| Technisch             | Motor                | 4 cilinder in-lijn, 16-klepper, kompressor | =               | =                      |  |                        |
| Technisch             | Motor positie        | Centraal, longitudinaal                    | =               | =                      |  |                        |
| Technisch             | Capaciteit           | 1995 cc                                    | =               | 2111 cc                |  |                        |
| Technisch             | Boring × Slag        | 84 × 90                                    | =               | 85 × 93                |  |                        |
| Technisch             | Ventielen per cil.   | 4                                          | =               | =                      |  |                        |
| Technisch             | Nokkenas             | Dubbel bovenliggend                        | =               | =                      |  |                        |
| Technisch             | Vermogen             | 205 Pk/7500 tpm                            | 305 Pk/8000 tpm | 325-350 Pk/8000 tpm    |  |                        |
| Technisch             | Max. koppel          | 233 Nm/5000 tpm                            | 313 Nm/5000 tpm | 295 Nm/5000 tpm        |  |                        |
| Technisch             | Compressieverhouding | 9.0:1                                      | =               | 8.0:1                  |  |                        |
| Technisch             | Verbranding          | Carburateur                                | Injectie        | =                      |  |                        |
| Technisch             | Transmissie          | Handmatige 5-versnellingsbak               | =               | =                      |  |                        |
| Technisch             | Aandrijving          | 2x4 (achter)                               | =               | =                      |  |                        |
| Technisch             | Ophanging            | Dubbele draagarm                           | =               | =                      |  |                        |

## Complete resultaten in het Wereldkampioenschap Rally
| Seizoen | Rijders             | 1   | 2   | 3   | 4   | 5   | 6   | 7   | 8   | 9   | 10  | 11  | 12  | 13  | Pos. | Punten |
| ------- | ------------------- | --- | --- | --- | --- | --- | --- | --- | --- | --- | --- | --- | --- | --- | ---- | ------ |
| 1982    |                     | MON | ZWE | POR | KEN | FRA | GRI | NZL | BRA | FIN | ITA | IVK | GBR |     | 9    | 25     |
| 1982    | Markku Alén         |     |     |     |     | 9   | NF  |     |     | NF  | NF  |     | 4   |     | 9    | 25     |
| 1982    | Attilio Bettega     |     |     |     |     | NF  |     |     |     |     |     |     |     |     | 9    | 25     |
| 1982    | Adartico Vudafieri  |     |     |     |     |     | NF  |     |     |     |     | NF  |     |     | 9    | 25     |
| 1982    | Fabrizio Tabaton    |     |     |     |     |     |     |     |     |     | NF  |     |     |     | 9    | 25     |
| 1983    |                     | MON | ZWE | POR | KEN | FRA | GRI | NZL | ARG | FIN | ITA | IVK | GBR |     | 1    | 118    |
| 1983    | Walter Röhrl        | 1   |     | 3   |     | 2   | 1   | 1   |     |     | 2   |     |     |     | 1    | 118    |
| 1983    | Markku Alén         | 2   |     | 4   |     | 1   | 2   |     | 5   | 3   | 1   |     |     |     | 1    | 118    |
| 1983    | Jean-Claude Andruet | 8   |     |     |     | NF  |     |     |     |     |     |     |     |     | 1    | 118    |
| 1983    | Attilio Bettega     |     |     |     |     | 4   | 5   | 3   |     |     | 3   |     |     |     | 1    | 118    |
| 1983    | Adartico Vudafieri  |     |     | 5   |     |     |     |     | NF  |     |     |     |     |     | 1    | 118    |
| 1983    | Francisco Mayorga   |     |     |     |     |     |     |     | NF  |     |     |     |     |     | 1    | 118    |
| 1983    | Pentti Airikkala    |     |     |     |     |     |     |     |     | 5   |     |     |     |     | 1    | 118    |
| 1984    |                     | MON | ZWE | POR | KEN | FRA | GRI | NZL | ARG | FIN | ITA | IVK | GBR |     | 2    | 108    |
| 1984    | Markku Alén         | 8   |     | 2   | 4   | 1   | 3   | 2   |     | 2   | NF  |     |     |     | 2    | 108    |
| 1984    | Attilio Bettega     | 5   |     | 3   |     | 7   | 4   |     |     |     | 2   |     |     |     | 2    | 108    |
| 1984    | Jean-Claude Andruet | NF  |     |     |     |     |     |     |     |     |     |     |     |     | 2    | 108    |
| 1984    | Henri Toivonen      |     |     | NF  |     |     | NF  |     |     | 3   |     |     |     |     | 2    | 108    |
| 1984    | Vic Preston Jr.     |     |     |     | 6   |     |     |     |     |     |     |     |     |     | 2    | 108    |
| 1985    |                     | MON | ZWE | POR | KEN | FRA | GRI | NZL | ARG | FIN | ITA | IVK | GBR |     | 3    | 70     |
| 1985    | Henri Toivonen      | 6   |     |     |     |     |     |     |     | 4   | 3   |     |     |     | 3    | 70     |
| 1985    | Markku Alén         |     |     |     | NF  | NF  |     |     |     | 3   | 4   |     |     |     | 3    | 70     |
| 1985    | Attilio Bettega     |     |     |     | NF  | NF  |     |     |     |     |     |     |     |     | 3    | 70     |
| 1985    | Vic Preston Jr.     |     |     |     | NF  |     |     |     |     |     |     |     |     |     | 3    | 70     |
| 1986    |                     | MON | ZWE | POR | KEN | FRA | GRI | NZL | ARG | FIN | IVK | ITA | GBR | VST | 2    | 122    |
| 1986    | Markku Alén         |     |     |     | 3   |     |     |     |     |     |     |     |     |     | 2    | 122    |
| 1986    | Miki Biasion        |     |     |     | NF  |     |     |     |     |     |     |     |     |     | 2    | 122    |
| 1986    | Greg Criticos       |     |     |     | 9   |     |     |     |     |     |     |     |     |     | 2    | 122    |
| 1986    | Johnny Hellier      |     |     |     | 10  |     |     |     |     |     |     |     |     |     | 2    | 122    |
| 1986    | Vic Preston Jr.     |     |     |     | NF  |     |     |     |     |     |     |     |     |     | 2    | 122    |